# Apagoge (Recht)
Apagoge (altgriechisch ἀπαγωγή, wörtl. „Abführen“) bezeichnete im antiken Athen ein Schnellgerichtsverfahren.
Wegen bestimmter Straftaten wie etwa Diebstahl (κλοπή), Wegelagerei (λωποδυσία), Menschenraub (ἀνδροληψία) aber auch Mord (φόνος) konnte im Schnellverfahren vorgegangen werden, wenn der Täter ep’ autophoro (ἐπ' αὐτοφώρῳ, auf frischer Tat) ertappt wurde. Der Ankläger (ho boulomenos, ὁ βουλόμενος, "wer will") konnte ihn dann festnehmen und den Elfmännern vorführen.
Wenn der Angeklagte seine Schuld vor diesen Beamten eingestand, wurde die Strafe sofort vollstreckt. Nur wenn er (unter Eid) geltend machte, unschuldig zu sein, wurde er vor Gericht gestellt. In diesem Fall konnte er gegen Stellung eines Bürgen bis zum Prozess auf freien Fuß gesetzt werden.

## Einzelbelege
1. ↑  Eleni Volonaki, Apagoge in Homicide Cases (englisch) (PDF; 123 kB)
2. ↑  Michael Hillgruber, Die zehnte Rede des Lysias, 1988, S. 72